# Klekovača
Klekovača je planina (ili šumovita visoravan) u zapadnom dijelu Bosne i Hercegovine, između Bosanskog Petrovca i Drvara, jugoistočno od Bihaća.
Klekovača je najviša planina ovog dijela BiH, s najvišim vrhom Velika Klekovača (1962 m). Okružuju je Srnetica (1375 m), Grmeč (1604 m), Osječenica (1791 m), Lunjevača (1706 m) i Crna gora, (1650 m).
U sjeverozapadnom dijelu planine, prema planini Osječenici, nalazi se se sedlo (prevoj) Oštrelj na 1033 m nadmorske visine. Preko Oštrelja vodi put Bosanski Petrovac – Drvar – Knin. Nedaleko od vrha Velika Klekovača nalazi se Lomska prašuma.
Na Klekovaču se može penjati s više strana, a postoji i alternativa između Male (1413 m) i Velike (1962 m) Klekovače.
Visoka i gusta četinarska šuma raste do nadmorske visine od oko 1500 m, a potom prelazi u rjeđu bukovu šumu. Sam vrh Klekovače obrastao je klekom, niskim rastinjem, pa se pretpostavlja da je po njemu planina i dobila ime.
Na Klekovači se može pronaći i rijetka alpska biljka runolist (Leontopodium alpinum). Rijetka ljekovita biljka žuta lincura pretjeranim branjem gotovo je iskorijenjena.

## Turizam
Prve planinarske staze na oba njezina najviša vrha, Malu Klekovaču 1761 m i Veliku Klekovaču 1962 m, provedene su oko 1970. Današnja planinarska staza je dobro obilježena, a postoji i planinarski dom s južne strane, u neposrednoj blizini najvišega vrha. 
Lovište se prostire na površini od 40.790 hektara i ima naziv "Lovište Drinić". Lovište je u visinskom rasponu od 689 do 1961 metara. Od divljači se u lovištu nalaze medvjedi, divlje svinje, srneća divljač, tetrijeb, lještarka i ostalo. Posebice je atraktivan lov na medvjeda i tetrijeba čija se staništa nalaze u planini Klekovači na nadmorskoj visini od preko 1000 metara. 